# Barrio San Sebastián
Barrio San Sebastián är en ort i Mexiko.   Den ligger i kommunen Santa Inés de Zaragoza och delstaten Oaxaca, i den sydöstra delen av landet, 300 km sydost om huvudstaden Mexico City. Barrio San Sebastián ligger 1 792 meter över havet och antalet invånare är 108.
Terrängen runt Barrio San Sebastián är huvudsakligen kuperad, men den allra närmaste omgivningen är platt. Barrio San Sebastián ligger nere i en dal. Runt Barrio San Sebastián är det glesbefolkat, med 13 invånare per kvadratkilometer. Närmaste större samhälle är San Mateo Sosola, 19,2 km norr om Barrio San Sebastián. I omgivningarna runt Barrio San Sebastián växer huvudsakligen savannskog.